# Brüder vom Heiligsten Herzen Jesu
Die Brüder vom Heiligsten Herzen Jesu (lateinisch Fratres a Sacratissimo Corde Jesu, französisch Frère du Sacré-Cœur, englisch Brothers of the Sacred Heart of Jesus, italienisch Fratelli del Sacro Cuore, spanisch Hermanos del Sagrado Corazón,  Ordenskürzel: SC) auch bekannt unter dem Namen Schulbrüder vom Heiligsten Herzen sind eine weltweite Brüdergemeinschaft der römisch-katholischen Kirche, sie sind eine Gesellschaft apostolischen Lebens. Der Schwerpunkt ihrer Tätigkeiten liegt im Aufbau und der Leitung von Ausbildungs-, Erziehungs- und Schuleinrichtungen. 

## Gründung und Geschichte

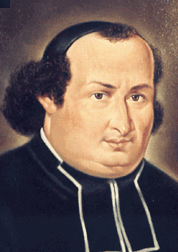
André Coindre

Ihr Gründer war Pater André Coindre, der 1821 die erste Brüdergemeinschaft in der Diözese Lyon (Frankreich) ins Leben rief. Er wurde der erste Generalsuperior, ihm folgte nach seinem Tod sein Bruder Pater Vincent Coindre. Die im Jahre 1840 durchgeführte Vollversammlung des Generalkapitels regte eine Neuorientierung der Kongregation an und beantragte beim Erzbischof von Lyon die nicht-klerikale und weltliche Selbstständigkeit. Dieser stimmte dem Vorschlag zu und empfahl, dass der bisherige Ordensobere Pater Coindre sein Amt zur Wahl stellen solle. Am 13. September 1841 folgte ihm in dieses Amt der erste weltliche Bruder, Bruder Polycarp (siehe: Polykarp von Smyrna). Er führte eine Reorganisation durch und sicherte somit die Stabilität und den nachhaltigen Bestand der Kongregation. Als Bruder Polycarp im Jahre 1859 starb, bestand die Kongregation aus 73 Gemeinschaften mit 400 Brüdern und 70 Schulen.
 
Das Generalhaus der heutigen Kongregation ist in Rom. Derzeit übt Bruder José Ignacio Carmona Ollo das Amt des Generalsuperiors aus. Die Bruderschaft zählt heute ca. 1200 Mitglieder und verteilt sich weltweit auf die Ordensprovinzen Ostafrika, Südostafrika, Mittleres Südamerika, Brasilien, Kanada, Kolumbien, Spanien, Frankreich, Haiti, Madagaskar, Neu England, New Orleans, New York, Philippinen, Ozeanien und Senegal.

## Ordensphilosophie
Die Ordensregeln, die 2007 reformiert wurden, berufen sich auf das Wirken des hl. Ignatius von Loyola und basieren auf den Augustinusregeln. Die Mitglieder in der Brüdergemeinschaft sind keine Priester, nach ihrem Noviziat legen sie die Gelübde zur Armut, zur Keuschheit und zum Gehorsam (Evangelische Räte) ab.

## USA und Kanada
Auf Anfrage des Bischofs Michael Portier von Mobile entsandte das Generalhaus im Januar 1847 fünf Brüder in die Vereinigten Staaten. In  Mobile gründeten sie das erste Lehrinstitut auf amerikanischen Boden. Die später in den Vereinigten Staaten gegründete Ordensprovinz erhielt 1880 ein eigenes Noviziatsrecht und weitete ihr Tätigkeitsfeld bis nach Kanada aus. Mit einem Beschluss im Jahre 1900 wurde in Kanada ebenfalls eine Ordensprovinz eingerichtet. Bereits 1907 wurden 84 Schul- und Lehreinrichtungen erbaut, an denen 9000 Menschen unterrichtet wurden. Die Mitgliederzahl stieg in kürzester Zeit auf 460 Brüder.

## Frankreich
Bis 1901 hatte die Brüdergemeinschaft in 20 französischen Diözesen Konvente, ihr Personalbestand betrug 1100 Brüder, sie betreuten 150 Schulen, Akademien und höhere Schulen. Die Einschränkung der kirchlichen und religiösen Arbeit zwischen den Jahren 1902 und 1905 gipfelte im Gesetz zur Trennung von Kirche und Staat. Viele Einrichtungen der Brüdergemeinschaft mussten geschlossen werden und mehrere Konvente übersiedelten nach Spanien und Belgien.